# 마이크 마셜 (1943년)
마이크 마셜(Mike Marshall, 1943년 1월 15일 ~ 2021년 5월 31일)은 전 메이저 리그 베이스볼의 투수였다. 아이언 마이크(Iron Mike)라는 별칭도 있다.
 그는 1974년에 LA 다저스에 입단하였다. 그는 다저스 멤버로서 1974년에 내셔널 리그 사이 영 상을 받았다. 그는 1974년과 1975년에 내셔널 리그 올스타 팀의 멤버가 되었다.
마셜은 미시간 주립 대학교에 다니다가 키네시올로지 분야에서 박사 학위를 받았다.